# Silosca
Silosca is een geslacht van vlinders van de familie echte motten (Tineidae), uit de onderfamilie Siloscinae.

## Soorten
- S. comorensis Gozmány, 1968
- S. hypsocola Gozmány, 1968
- S. licziae Gozmány, 1967
- S. mariae Gozmány, 1965
- S. savannae Gozmány, 1968
- S. somnis Gozmány, 1967
- S. superba Gozmány, 1967